# New World (film)
Pour les articles homonymes, voir New World.
Pour plus de détails, voir Fiche technique et Distribution.
New World (hangeul : 신세계, RR : Sinsegye, littéralement « Nouveau monde ») est un thriller sud-coréen écrit et réalisé par Park Hoon-jung, sorti en 2013.

## Synopsis
Un policier sous couverture infiltre pendant des années la plus grande organisation criminelle de la Corée du Sud.

## Fiche technique
- Titre : New World
- Titre original : 신세계 (Sinsegye)
- Réalisation : Park Hoon-jung
- Scénario : Park Hoon-jung
- Décors : Cho Hwa-sung
- Costumes : Jo Sang-gyeong
- Photographie : Chung Chung-hoon et Yu Eok
- Montage : Mun Se-gyeong
- Musique : Jo Yeong-wook
- Production : Han Jae-deok et Kim Hyeon-u
- Société de production : Sanai Pictures
- Société de distribution : Next Entertainment World
- Pays d'origine :  Corée du Sud
- Langue originale : coréen
- Genre : thriller et policier
- Durée : 134 minutes
- Dates de sortie :  
  - Corée du Sud : 21 février 2013
  - France : 16 octobre 2013 (vidéo)

## Distribution

### Acteurs Principaux
- Choi Min-sik : le chef de section, Kang Hyeong-cheol
- Hwang Jeong-min : Jeong Cheong
- Lee Jung-jae (VF : Sylvain Agaësse) : Lee Ja-seong
- Park Seong-woong (VF : Thomas Roditi) : Lee Jung-gu

### Acteurs secondaires
- Jang Gwang: le directeur Yang
- Ju Jin Mo : Officier de police
- Lee Wong Jin : Un cadre
- Kwon Tae Won : Directeur Park
- Song Ji Hyo : Shin Wu
- Kim Hong Pa : Directeur Kim4
- Kim Byeong Ok : tueur coréen-chinois
- Choi Il Hwa : Jang Su-gi
- Kim Yu Seong : Seok-mu

### Apparitions
- Ma Dong-seok : le chef de section Jo
- Park Ji Hun : Un partisan de Jeong Cheong
- Lee Geung-young : Directeur Seok
- Ryu Seung-beom : Un policier en colère